# Wysoka
Wysoka (germană Wissek) este un oraș în Polonia. În 2015 avea 2711 de locuitori.